# 아마룰라

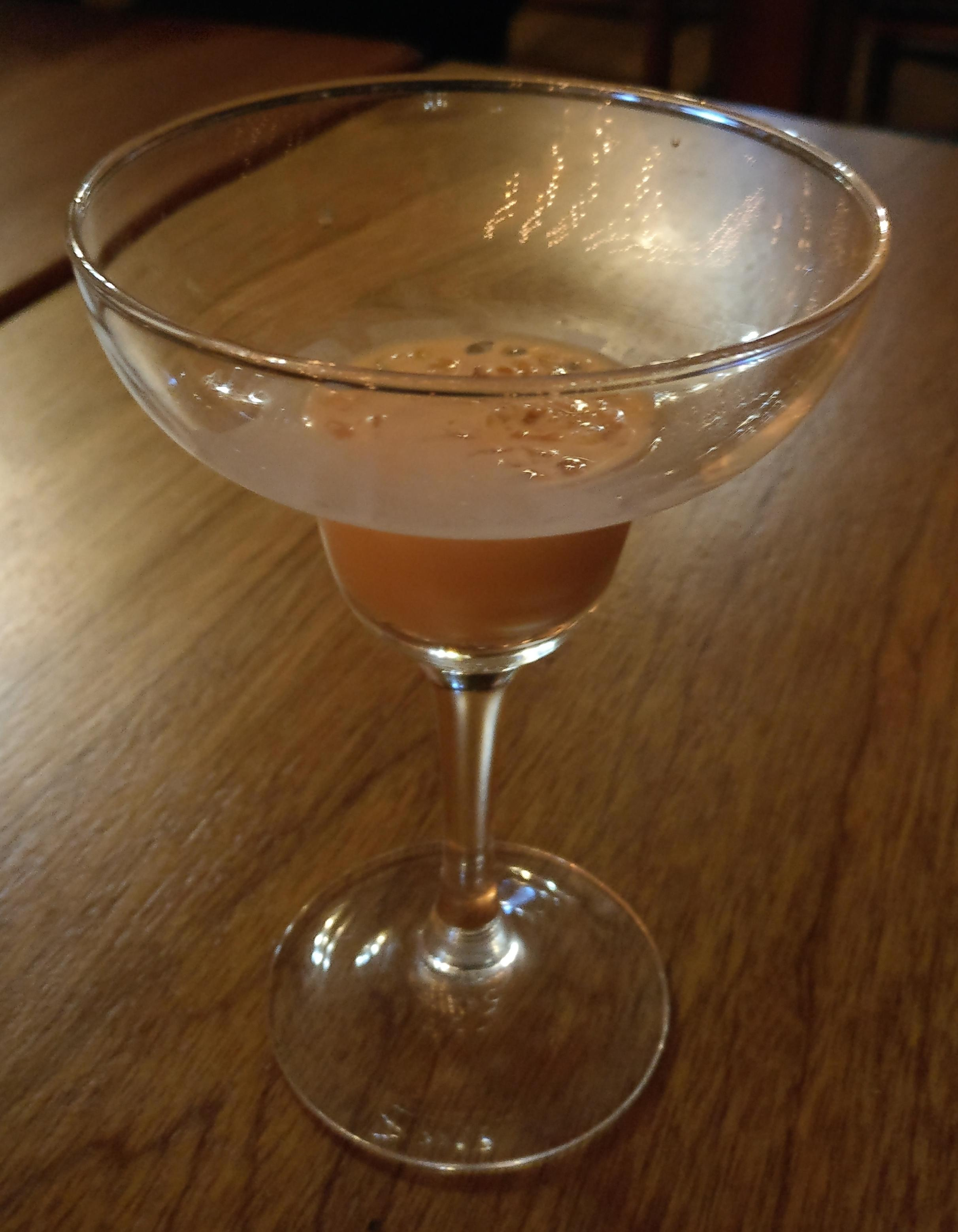
아마룰라 잔

아마룰라(Amarula)는 남아프리카 공화국의 크림 리큐어이다. 설탕, 크림 및 현지에서 코끼리 나무 또는 결혼 나무라고도 불리는 아프리카 마룰라 나무(Sclerocarya birrea)의 열매로 만들어진다. 알코올 함량은 17%(34 프루프)이다. 2009년 샌프란시스코 세계 증류주 대회에서 금메달을 획득하는 등 국제 증류주 평가 대회에서 약간의 성공을 거두었다. 약간 과일 캐러멜의 맛이 있다.

## 역사
아마룰라는 1989년 9월 남아공의 서던 리큐어 컴퍼니(Southern Liqueur Company, 현 상표 소유자이자 디스텔 그룹 리미티드(Distell Group Limited)가 전액 출자한 자회사)에서 리큐어로 처음 시판되었으며 아마룰라 증류주는 1983년에 출시되었다.